# Rogièr d'Aurec
Rozier-Côtes-d'Aurec és un municipi francès situat al departament del Loira i a la regió d'Alvèrnia-Roine-Alps. L'any 2007 tenia 412 habitants.

## Demografia

### Població
El 2007 la població de fet de Rozier-Côtes-d'Aurec era de 412 persones. Hi havia 182 famílies de les quals 57 eren unipersonals (38 homes vivint sols i 19 dones vivint soles), 53 parelles sense fills, 49 parelles amb fills i 23 famílies monoparentals amb fills.
La població ha evolucionat segons el següent gràfic:
Habitants censats

### Habitatges
El 2007 hi havia 364 habitatges, 186 eren l'habitatge principal de la família, 126 eren segones residències i 52 estaven desocupats. 350 eren cases i 11 eren apartaments. Dels 186 habitatges principals, 154 estaven ocupats pels seus propietaris, 19 estaven llogats i ocupats pels llogaters i 13 estaven cedits a títol gratuït; 3 tenien una cambra, 9 en tenien dues, 48 en tenien tres, 53 en tenien quatre i 73 en tenien cinc o més. 93 habitatges disposaven pel capbaix d'una plaça de pàrquing. A 90 habitatges hi havia un automòbil i a 82 n'hi havia dos o més.

### Piràmide de població
La piràmide de població per edats i sexe el 2009 era:
| Homes | Edats   | Dones |
| ----- | ------- | ----- |
| 0     | 95 o +  | 0     |
| 0     | 90 a 94 | 4     |
| 4     | 85 a 89 | 0     |
| 0     | 80 a 84 | 4     |
| 20    | 75 a 79 | 8     |
| 12    | 70 a 74 | 12    |
| 8     | 65 a 69 | 12    |
| 12    | 60 a 64 | 4     |
| 16    | 55 a 59 | 0     |
| 28    | 50 a 54 | 20    |
| 8     | 45 a 49 | 28    |
| 20    | 40 a 44 | 12    |
| 16    | 35 a 39 | 8     |
| 8     | 30 a 34 | 0     |
| 8     | 25 a 29 | 4     |
| 16    | 20 a 24 | 4     |
| 4     | 15 a 19 | 4     |
| 4     | 10 a 14 | 12    |
| 0     | 5 a 9   | 4     |
| 0     | 0 a 4   | 8     |

## Economia
El 2007 la població en edat de treballar era de 253 persones, 187 eren actives i 66 eren inactives. De les 187 persones actives 173 estaven ocupades (92 homes i 81 dones) i 15 estaven aturades (8 homes i 7 dones). De les 66 persones inactives 31 estaven jubilades, 16 estaven estudiant i 19 estaven classificades com a «altres inactius».

### Ingressos
El 2009 a Rozier-Côtes-d'Aurec hi havia 202 unitats fiscals que integraven 452 persones, la mediana anual d'ingressos fiscals per persona era de 17.046 €.

### Activitats econòmiques
Dels 14 establiments que hi havia el 2007, 1 era d'una empresa alimentària, 2 d'empreses de construcció, 3 d'empreses de comerç i reparació d'automòbils, 2 d'empreses de transport, 2 d'empreses d'hostatgeria i restauració, 1 d'una empresa financera, 2 d'empreses de serveis i 1 d'una empresa classificada com a «altres activitats de serveis».
Dels 3 establiments de servei als particulars que hi havia el 2009, 1 era un electricista i 2 restaurants.
L'únic establiment comercial que hi havia el 2009 era una fleca.
L'any 2000 a Rozier-Côtes-d'Aurec hi havia 12 explotacions agrícoles que ocupaven un total de 427 hectàrees.

## Poblacions més properes
El següent diagrama mostra les poblacions més properes.